# 1917 en littérature
| Années de la littérature : 1914 - 1915 - 1916 - 1917 - 1918 - 1919 - 1920    |
| Décennies de la littérature : 1880 - 1890 - 1900 - 1910 - 1920 - 1930 - 1940 |

## Évènements
- 25 janvier : Parution à Barcelone de 391, revue fondée par Picabia.
- Juillet : Revue Dada 1, avec Jean Arp, Alberto Savinio, Tristan Tzara, Prampolini.
- L'écrivain et critique d'art Guillaume Apollinaire invente le mot « surréalisme ».
- En réaction au poids de l'université allemande dans les études philologiques, quatre universitaires français : Maurice Croiset, Paul Mazon, Louis Bodin et Alfred Ernout, fondent à Paris l’« Association Guillaume-Budé ».

## Parutions

### Essais
- Alain : Quatre-vingt-un Chapitres sur l'esprit et les passions
- Léon Bloy : Méditations d’un solitaire, en mai.

### Nouvelles
- Arthur Conan Doyle — « Son dernier coup d'archet » (recueil de nouvelles)
- P. G. Wodehouse
  - « The Man with Two Left Feet » (recueil de nouvelles où apparaît pour la première fois le valet Jeeves et son maître Bertie)
  - « Une pluie de dollars »

### Poésie
- Blaise Cendrars : Profond aujourd'hui. Avec 5 dessins d'Angel Zarraga. Paris, À la Belle Édition, chez François Bernouard, 1917 (prose poétique).
- Max Jacob : Le Cornet à dés, en décembre
- Charles Péguy : Clio, en décembre.
- Philippe Soupault publie son premier poème dans la revue Sic, en mars.
- Paul Valéry : La jeune parque, 30 avril.

### Romans
- Adrien Bertrand — L’Orage sur le jardin de Candide
- Joseph Conrad — La Ligne d'ombre
- Knut Hamsun (norvégien) — Les Fruits de la terre, le 31 octobre.
- Ricarda Huch — L'Affaire Deruga
- Jack London - Michaël, chien de cirque, ,traduit en français en 1925
- Gustav Meyrink  — La Nuit de Walpurgis
- Elizabeth von Arnim — Christine
- Edith Wharton — L’Été

## Théâtre
- 12 avril :  La Volonté de l’homme, pièce de Tristan Bernard.
- 18 juin : Chacun sa vérité, pièce de Luigi Pirandello créé à Milan.
- 24 juin : Les Mamelles de Tirésias, drame surréaliste d’Apollinaire.
- L'humoriste britannique Pelham Grenville Wodehouse crée les personnages de Bertie Wooster et de son majordome (butler) Jeeves.

## Prix littéraires
- Prix Femina : L'Odyssée d'un transport torpillé de René Milan
- Karl Gjellerup et Henrik Pontoppidan, prix Nobel de littérature.

## Principales naissances
- 19 février : Kerime Nadir, romancière turque († 20 mars 1984).
- 19 février : Carson McCullers, écrivaine américaine († 29 septembre 1967).
- 25 février : Anthony Burgess, écrivain et linguiste britannique († 25 novembre 1993).
- 21 avril : Josep Palau i Fabre, poète et écrivain espagnol d'expression catalane († 23 février 2008).
- 28 août : Jack Kirby, scénariste et dessinateur de comics américain († 6 février 1994).

## Principaux décès
- 5 février : Édouard Drumont, écrivain et homme politique français (° 3 mai 1844).
- 16 février : Octave Mirbeau, écrivain et journaliste français (° 16 février 1848).
- 27 août : Ion Grămadă, écrivain, historien et journaliste roumain (° 3 janvier 1886).
- 2 novembre : Léon Bloy, romancier et essayiste français (° 11 juillet 1846).